# Svegs samrealskola
Svegs samrealskola var en realskola i Sveg verksam från 1939 till 1965. 

## Historia
Skolan inrättades som högre folkskola vilken 1939 ombildades till en kommunal mellanskola
. Denna ombildades från 1944 successivt till Svegs samrealskola.
Realexamen gavs från 1940 till 1965.
Skolbyggnaden stod färdig 1938 och tillbyggdes 1955.